# Kobayashi Hiroyuki
Hiroyuki Kobayashi (sinh ngày 18 tháng 4 năm 1980) là một cầu thủ bóng đá người Nhật Bản.

## Sự nghiệp câu lạc bộ
Hiroyuki Kobayashi đã từng chơi cho Urawa Reds, Kawasaki Frontale, Yokohama FC, Fervorosa Ishikawa Hakuzan, Blaublitz Akita và Oita Trinita.